# Love? (Album)
Love? ist das siebte Studioalbum der US-amerikanischen Sängerin Jennifer Lopez. Es wurde am 29. April 2011 über Island Records veröffentlicht. Die Aufnahmen für das Album begannen im Jahr 2009, ursprünglich sollte das Album 2010 zusammen mit ihrem Film Plan B für die Liebe veröffentlicht werden. Nachdem die Lead-Single Louboutins floppte, trennten Lopez und Epic Records sich. Im Jahr 2010 unterzeichnete Lopez einen neuen Plattenvertrag mit Island Records, unter diesem Label wurde das Album dann veröffentlicht.

## Hintergrund
Das Album ist der Nachfolger von ihrem letzten kommerziell eher erfolglosen Album Brave. Im Februar 2009 erschien der Song Hooked on You im Internet als Leak.
Im Februar 2010 hat Jennifer Lopez Sony Music Entertainment verlassen. Damit wurde die Produktion des Albums bis auf Weiteres eingestellt. Mit der Unterzeichnung des neuen Plattenvertrags mit Island Records wurde die Produktion fortgesetzt, unter anderem mit Kuk Harrell. Im Februar 2011 gab Lopez in einen Interview mit BBC bekannt, dass das die Arbeiten am Album abgeschlossen sind.

## Titelliste
| Nr. | Titel                  | Dauer | Featuring | Komponist(en) | Produzent(en)                                                  |
| --- | ---------------------- | ----- | --------- | --- | -------------------------------------------------------------- |
| 1   | On the Floor           | 4:44  | Pitbull   | RedOne, Kinda „Kinnda“ Hamid, AJ Junior, Bilal „The Chef“, Armado „Pitbull“ Perez, Gonzalo Hermosa, Ulises Hermosa | RedOne, Kulk Harrell                                           |
| 2   | Good Hit               | 4:04  |           | Terius „The-Dream“ Nash, C. „Tricky“ Stewart                                                                       | Tricky, The-Dream, Harrell                                     |
| 3   | I’m Into You           | 3:20  | Lil Wayne | Taio Cruz, Mikkel S. Eriksen und Tor Erik Hermansen, Dwayne „Lil Wayne“ Carter                                     | Stargate, Harrell                                              |
| 4   | (What Is) Love?        | 4:26  |           | Diana Gordon, Dernst „D’Mile“ Emile II                                                                             | D’Mile, Harrell                                                |
| 5   | Run the World          | 3:35  |           | Nash, Stewart | Stewart, Nash, Harrell                                         |
| 6   | Papi                   | 3:43  |           | RedOne, AJ Junior, BeatGeek, Sky, Bilal „The Chef“, Jimmy „Joker“ Thörnfeldt                                       | RedOne, BeatGeek, Jimmy „Joker“ Thörnfeldt, Kulk Harrell       |
| 7   | Until It Beats No More | 3:52  |           | Troy Johnson, Evan „E. Kidd“ Bogart, Jörgen Elofsson                                                               | Radio, Harrell                                                 |
| 8   | One Love               | 3:54  |           | Jennifer Lopez, Anesha Birchett, Antea Shelton, Dernst Emile II                                                    | D’Mile, Harrell                                                |
| 9   | Invading My Mind       | 3:20  |           | RedOne, AJ Junior, BeatGeek, Sky, Bilal „The Chef“, Jimmy „Joker“ Thörnfeldt                                       | RedOne, Lady Gaga, BeatGeek, Jimmy „Joker“ Thörnfeldt, Harrell |
| 10  | Villain                | 4:03  |           | Nash, Stewart | Stewart, Nash, Harrell                                         |
| 11  | Starting Over          | 4:02  |           | Diana Gordon, Nate „Danja“ Hills, Marcella Araica                                                                  | Hills, Harrell                                                 |
| 12  | Hypnotico (Bonustrack) | 3:35  |           | RedOne, Lady Gaga, Aliaune „Akon“ Thiam, Claude Kelly, Tami Chynn                                                  | Jimmy „Joker“ Thörnfeldt, Harrell                              |

iTunes Store Edition
| Nr. | Titel                     | Dauer | Featuring | Komponist(en) | Produzent(en)        |
| --- | ------------------------- | ----- | --------- | --- | -------------------- |
| 13  | On the Floor (Radio Edit) | 3:50  | Pitbull   | RedOne, Kinda „Kinnda“ Hamid, AJ Junior, Bilal „The Chef“, Armado „Pitbull“ Perez, Gonzalo Hermosa, Ulises Hermosa | RedOne, Kulk Harrell |

Deluxe & Glitterati Edition
| Nr. | Titel                       | Dauer | Featuring | Komponist(en) | Produzent(en)                                       |
| --- | --------------------------- | ----- | --------- | --- | --------------------------------------------------- |
| 13  | Everybody’s Girl            | 3:28  |           | Mike Caren, Oliver Goldstein, Gordon, Shep Crawford | Caren, Oligee, Harrell                              |
| 14  | Charge Me Up                | 3:59  |           | RedOne, AJ Junior, BeatGeek, Sky, Jimmy „Joker“ Thörnfeldt, Harrell | RedOne, BeatGeek, Jimmy „Joker“ Thörnfeldt, Harrell |
| 15  | Take Care                   | 2:57  |           | Stewart, Ester Dean, Makeba Riddick, Robyn „Rihanna“ Fenty, Hermansen, Eriksen, Robert „Rob Swire“ Thompson, Eldra „El“ DeBarge, William „Randy“ DeBarge, Etterlene Jordan | Stewart, Harrell                                    |
| 16  | On the Floor (Ven a Bailar) | 2:57  | Pitbull   | RedOne, Hamid, AJ Junior, Sky, Bilal „The Chef“, Perez, G. Hermosa, U. Hermosa, Julio Reyes Copello, Jimena Romero                                                         | RedOne, Harrell                                     |

Deluxe & Glitterati (Japanese Edition)
| Nr. | Titel                    | Dauer | Featuring | Komponist(en)                                                             | Produzent(en)   |
| --- | ------------------------ | ----- | --------- | ------------------------------------------------------------------------- | --------------- |
| 17  | On the Floor (CCW Remix) | 3:50  | Pitbull   | RedOne, Hamid, AJ Junior, Bilal „The Chef“, Perez, G. Hermosa, U. Hermosa | RedOne, Harrell |

iTunes Store Deluxe Edition
| Nr. | Titel                      | Dauer | Featuring | Komponist(en) | Produzent(en)        |
| --- | -------------------------- | ----- | --------- | --- | -------------------- |
| 17  | On the Floor (Radio Edit)  | 3:50  | Pitbull   | RedOne, Kinda „Kinnda“ Hamid, AJ Junior, Bilal „The Chef“, Armado „Pitbull“ Perez, Gonzalo Hermosa, Ulises Hermosa | RedOne, Kulk Harrell |
| 18  | On the Floor (Music Video) | 4:21  | Pitbull   | RedOne, Hamid, AJ Junior, Sky, Bilal „The Chef“, Perez, G. Hermosa, U. Hermosa, Julio Reyes Copello, Jimena Romero | RedOne, Harrell      |

Glitterati Edition (Bonus 7’’)
| Nr. | Titel                                                   | Dauer | Featuring | Komponist(en) | Produzent(en)        |
| --- | ------------------------------------------------------- | ----- | --------- | --- | -------------------- |
| 1   | On the Floor (Ralphi’s Jurty Club Vox)                  | 8:43  | Pitbull   | RedOne, Kinda „Kinnda“ Hamid, AJ Junior, Bilal „The Chef“, Armado „Pitbull“ Perez, Gonzalo Hermosa, Ulises Hermosa | RedOne, Kulk Harrell |
| 2   | On the Floor (CCW Club Mix)                             | 6:26  | Pitbull   | RedOne, Hamid, AJ Junior, Sky, Bilal „The Chef“, Perez, G. Hermosa, U. Hermosa, Julio Reyes Copello, Jimena Romero | RedOne, Harrell      |
| 3   | On the Floor (Low Sunday „On the Floor“ Club)           | 6:22  | Pitbull   | RedOne, Kinda „Kinnda“ Hamid, AJ Junior, Bilal „The Chef“, Armado „Pitbull“ Perez, Gonzalo Hermosa, Ulises Hermosa | RedOne, Kulk Harrell |
| 2   | On the Floor (Mixin Marc & Tony Svejda LA to Ibiza Mix) | 6:40  | Pitbull   | RedOne, Hamid, AJ Junior, Sky, Bilal „The Chef“, Perez, G. Hermosa, U. Hermosa, Julio Reyes Copello, Jimena Romero | RedOne, Harrell      |

## Produktion
Während der Dreharbeiten zu Film Plan B für die Liebe erwähnte Lopez erstmals im Interview mit Larry Carol von MTV, dass sie an einem Nachfolger für Brave arbeitet. Zum Zeitpunkt des Interviews war der Song (What Is) Love? bereits im Internet aufgetaucht. Der Song war im Soundtrack zu Plan B für die Liebe enthalten.
Das Lied Starting Over wurde von Wynter Gordon geschrieben. Das Lied handelt davon, dass es sehr schwer ist nach einer Trennung wieder Personen kennenzulernen. Der Song One Love, der von Lopez, Antea Birchett, Anesha Birchett und Dernst II geschrieben wurde, handelt von Lopez’ früheren Beziehungen.

## Kritik
Das Album wurde von den Medien mittelmäßig bis positiv aufgenommen. Die BRAVO nannte sie eine der Top-Künstlerinnen der letzten Jahrzehnte. Das Rolling Stone vergab in seiner Rezension nur zwei von fünf Sternen.

## Kommerzieller Erfolg

### Chartplatzierungen
In den USA debütierte das Album mit 83.000 verkauften Einheiten in der ersten Woche auf Platz fünf der Billboard 200. Im Vereinigten Königreich erreichte das Album Platz sechs. In der Schweiz wurde das Album ihr viertes Album, das Platz eins erreichte. In Deutschland erreichte das Album Platz vier der Albumcharts.

#### Album
| ChartsChartplatzierungen       | Höchstplatzierung | Wochen |
| ------------------------------ | ----------------- | ------ |
| Deutschland (GfK)              | 4 (24 Wo.)        | 24     |
| Österreich (Ö3)                | 7 (18 Wo.)        | 18     |
| Schweiz (IFPI)                 | 1 (23 Wo.)        | 23     |
| Vereinigte Staaten (Billboard) | 5 (20 Wo.)        | 20     |
| Vereinigtes Königreich (OCC)   | 6 (17 Wo.)        | 17     |

| ChartsJahrescharts (2011)      | Platzierung |
| ------------------------------ | ----------- |
| Deutschland (GfK)              | 94          |
| Schweiz (IFPI)                 | 31          |
| Vereinigte Staaten (Billboard) | 119         |

#### Singleauskopplungen
Die erste Auskopplung On the Floor mit Pitbull war international sehr erfolgreich und war unter anderem ihr erster Nummer-eins-Hit in Deutschland. Die zweite Single I’m Into You mit Rapper Lil Wayne wurde ihr 15. Top-Hit in Großbritannien. Die dritte Single Papi war kommerziell weniger erfolgreich.
| Jahr | Titel        | Höchstplatzierung, Gesamtwochen, AuszeichnungChartplatzierungen (Jahr, Titel, , Platzierungen, Wochen, Auszeichnungen, Anmerkungen) | Höchstplatzierung, Gesamtwochen, AuszeichnungChartplatzierungen (Jahr, Titel, , Platzierungen, Wochen, Auszeichnungen, Anmerkungen) | Höchstplatzierung, Gesamtwochen, AuszeichnungChartplatzierungen (Jahr, Titel, , Platzierungen, Wochen, Auszeichnungen, Anmerkungen) | Höchstplatzierung, Gesamtwochen, AuszeichnungChartplatzierungen (Jahr, Titel, , Platzierungen, Wochen, Auszeichnungen, Anmerkungen) | Höchstplatzierung, Gesamtwochen, AuszeichnungChartplatzierungen (Jahr, Titel, , Platzierungen, Wochen, Auszeichnungen, Anmerkungen) | Anmerkungen                                                               |
| Jahr | Titel        | DE | AT | CH | UK | US | Anmerkungen                                                               |
| ---- | ------------ | --- | --- | --- | --- | --- | ------------------------------------------------------------------------- |
| 2011 | On the Floor | DE1 (54 Wo.)DE | AT1 (42 Wo.)AT | CH1 (51 Wo.)CH | UK1 (33 Wo.)UK | US3 (29 Wo.)US | Erstveröffentlichung: 11. Februar 2011 Verkäufe: 9.413.113; feat. Pitbull |
| 2011 | I’m Into You | DE16 (14 Wo.)DE | AT10 (9 Wo.)AT | CH22 (19 Wo.)CH | UK9 (18 Wo.)UK | US41 (15 Wo.)US | Erstveröffentlichung: 1. April 2011 Verkäufe: 1.314.000; feat. Lil Wayne  |
| 2011 | Papi         | — | AT24 (4 Wo.)AT | CH37 (7 Wo.)CH | UK67 (5 Wo.)UK | US96 (3 Wo.)US | Erstveröffentlichung: 25. September 2011 Verkäufe: 130.000                |

### Auszeichnungen für Musikverkäufe
| Land/Region                  | Auszeichnungen für Musikverkäufe (Land/Region, Auszeichnung, Verkäufe) | Verkäufe |
| ---------------------------- | ---------------------------------------------------------------------- | -------- |
| Deutschland (BVMI)           | Gold                                                                   | 100.000  |
| Golf-Kooperationsrat (IFPI)  | Gold                                                                   | 3.000    |
| Indonesien (ASIRI)           | Platin                                                                 | 15.000   |
| Italien (FIMI)               | Gold                                                                   | 30.000   |
| Kanada (MC)                  | Platin                                                                 | 80.000   |
| Neuseeland (RMNZ)            | Platin                                                                 | 15.000   |
| Polen (ZPAV)                 | Platin                                                                 | 20.000   |
| Portugal (AFP)               | Platin                                                                 | 20.000   |
| Russland (NFPF)              | Gold                                                                   | 10.000   |
| Schweiz (IFPI)               | Gold                                                                   | 15.000   |
| Singapur (RIAS)              | Platin                                                                 | 10.000   |
| Vereinigte Staaten (RIAA)    | —                                                                      | 353.000  |
| Vereinigtes Königreich (BPI) | Gold                                                                   | 100.000  |
| Insgesamt                    | 6× Gold · 6× Platin ·                                                  | 820.000  |

Hauptartikel: Jennifer Lopez/Auszeichnungen für Musikverkäufe